# Tarcenay-Foucherans
Tarcenay-Foucherans est une commune nouvelle française résultant de la fusion — au 1er janvier 2019 — des communes de Tarcenay et Foucherans. C'est une commune française située dans le département du Doubs, la région culturelle et historique de Franche-Comté et la région administrative Bourgogne-Franche-Comté
Ses habitants se nomment les Tarcenards et Tarcenardes.

## Géographie

### Climat
Pour des articles plus généraux, voir Climat de la Bourgogne-Franche-Comté et Climat du Doubs.
En 2010, le climat de la commune est de type climat de montagne, selon une étude du Centre national de la recherche scientifique s'appuyant sur une série de données couvrant la période 1971-2000. En 2020, Météo-France publie une typologie des climats de la France métropolitaine dans laquelle la commune est exposée à un climat semi-continental et est dans la région climatique Jura, caractérisée par une forte pluviométrie en toutes saisons (1 000 à 1 500 mm/an), des hivers rigoureux et un ensoleillement médiocre.
Pour la période 1971-2000, la température annuelle moyenne est de 9,4 °C, avec une amplitude thermique annuelle de 17 °C. Le cumul annuel moyen de précipitations est de 1 317 mm, avec 13,1 jours de précipitations en janvier et 10,2 jours en juillet. Pour la période 1991-2020, la température moyenne annuelle observée sur la station météorologique de Météo-France la plus proche, « Besançon », sur la commune de Besançon à 12 km à vol d'oiseau, est de 11,4 °C et le cumul annuel moyen de précipitations est de 1 157,0 mm. 
La température maximale relevée sur cette station est de 40,3 °C, atteinte le 28 juillet 1921 ; la température minimale est de −20,7 °C, atteinte le 9 janvier 1985,,.
Les paramètres climatiques de la commune ont été estimés pour le milieu du siècle (2041-2070) selon différents scénarios d'émission de gaz à effet de serre à partir des nouvelles projections climatiques de référence DRIAS-2020. Ils sont consultables sur un site dédié publié par Météo-France en novembre 2022.

## Urbanisme

### Typologie
Au 1er janvier 2024, Tarcenay-Foucherans est catégorisée bourg rural, selon la nouvelle grille communale de densité à 7 niveaux définie par l'Insee en 2022.
Elle est située hors unité urbaine. Par ailleurs la commune fait partie de l'aire d'attraction de Besançon, dont elle est une commune de la couronne,. Cette aire, qui regroupe 310 communes, est catégorisée dans les aires de 200 000 à moins de 700 000 habitants,.

## Histoire
La commune est créée au 1er janvier 2019 par un arrêté préfectoral du 26 septembre 2018. Le chef-lieu est celui de l'ancienne commune de Tarcenay (Mairie au 13 Grande rue à Tarcenay).

## Politique et administration

### Liste des maires
| Période  | Période  | Identité         | Étiquette | Qualité     |
| -------- | -------- | ---------------- | --------- | ----------- |
| Mai 2020 | En cours | Maxime Groshenry |           | Agriculteur |

## Démographie
L'évolution du nombre d'habitants est connue à travers les recensements de la population effectués dans la commune depuis sa création.

En 2022, la commune comptait 1 498 habitants.
| 2015  | 2020  | 2022  |
| ----- | ----- | ----- |
| 1 952 | 1 518 | 1 498 |

## Culture locale et patrimoine

### Lieux et monuments
- Voir ici pour Tarcenay
- Voir ici pour Foucherans

### Personnalités liées à la commune
- Louis Joseph Ephrem Groshenry des Pères Blancs, évêque de Boréo, vicaire apostolique de Bobo-Dioulasso (Haute-Volta, aujourd'hui Burkina Faso) du 2 janvier 1938 à 1940[15], né en 1891, mort à Tarcenay en 1962, enterré dans l’église de Tarcenay.